# ボクシング世界ヘビー級王者一覧
ボクシング世界ヘビー級王者一覧は、以下の団体の世界ヘビー級王座を獲得した人物を年代順にまとめた一覧表。なお、NYSACはニューヨーク州アスレチックコミッションの略称。
- 世界ボクシング協会（WBA）、1921年に全米ボクシング協会（NBA）として創設。
- 世界ボクシング評議会（WBC）、1963年にWBAと欧州、英連邦、中南米、東洋の地域団体との討議機関として創設。1968年にはWBAと完全に分裂。

| 名前                               | 国籍             | 在位期間                       | 認定団体        |
| ---------------------------------- | ---------------- | ------------------------------ | --------------- |
| ジョン・L・サリバン                | アメリカ合衆国   | 1882年2月7日 - 1892年9月7日    | リニアル        |
| ジェームス・J・コーベット          | アメリカ合衆国   | 1892年9月7日 - 1897年3月17日   | リニアル        |
| ボブ・フィッシモンズ               | イギリス         | 1897年3月17日 - 1899年6月9日   | リニアル        |
| ジェームス・J・ジェフリーズ        | アメリカ合衆国   | 1899年6月9日 - 1905年5月13日   | リニアル        |
| マービン・ハート                   | アメリカ合衆国   | 1905年7月3日 - 1906年2月23日   | リニアル        |
| トミー・バーンズ                   | カナダ           | 1906年2月23日 - 1908年12月26日 | リニアル        |
| ジャック・ジョンソン               | アメリカ合衆国   | 1908年12月26日 - 1915年4月5日  | リニアル        |
| ジェス・ウィラード                 | アメリカ合衆国   | 1915年4月5日 - 1919年7月4日    | リニアル        |
| ジャック・デンプシー               | アメリカ合衆国   | 1919年7月4日 - 1921年7月2日    | リニアル        |
| ジャック・デンプシー               | アメリカ合衆国   | 1921年7月2日 - 1922年7月24日   | NBA             |
| ジャック・デンプシー               | アメリカ合衆国   | 1922年7月24日 - 1926年9月23日  | NBA, NYSAC      |
| ジーン・タニー                     | アメリカ合衆国   | 1926年9月23日 - 1928年7月31日  | NBA、NYSAC      |
| マックス・シュメリング             | ドイツ           | 1930年6月12日 - 1931年1月7日   | NBA、NYSAC      |
| マックス・シュメリング             | ドイツ           | 1931年1月7日 - 1932年6月21日   | NBA、IBU        |
| ジャック・シャーキー               | アメリカ合衆国   | 1932年6月21日 - 1933年6月29日  | NBA、NYSAC、IBU |
| プリモ・カルネラ                   | イタリア         | 1933年6月29日 - 1934年6月14日  | NBA、NYSAC、IBU |
| マックス・ベア                     | アメリカ合衆国   | 1934年6月14日 - 1935年6月13日  | NBA、NYSAC、IBU |
| ジェームス・J・ブラドック          | アメリカ合衆国   | 1935年6月13日 - 1937年6月22日  | NBA、NYSAC、IBU |
| ジョー・ルイス                     | アメリカ合衆国   | 1937年6月22日 - 1949年3月1日   | NBA、NYSAC、IBU |
| イザード・チャールズ               | アメリカ合衆国   | 1949年6月22日 - 1950年9月27日  | NBA             |
| リー・サヴォルド                   | アメリカ合衆国   | 1950年6月6日 - 1951年6月16日   | NBA             |
| イザード・チャールズ               | アメリカ合衆国   | 1950年9月27日 - 1951年6月16日  | NBA、NYSAC      |
| イザード・チャールズ               | アメリカ合衆国   | 1951年6月17日 - 1951年7月18日  | NBA、NYSAC、IBU |
| ジャーシー・ジョー・ウォルコット   | アメリカ合衆国   | 1951年7月18日 - 1952年9月23日  | NBA、NYSAC      |
| ロッキー・マルシアノ               | アメリカ合衆国   | 1952年9月23日 - 1956年4月27日  | NBA、NYSAC      |
| フロイド・パターソン               | アメリカ合衆国   | 1956年11月30日 - 1959年6月26日 | NBA、NYSAC      |
| インゲマル・ヨハンソン             | スウェーデン     | 1959年6月26日 - 1960年6月20日  | NBA、NYSAC      |
| フロイド・パターソン               | アメリカ合衆国   | 1960年6月20日 - 1962年9月25日  | NBA、NYSAC      |
| ソニー・リストン                   | アメリカ合衆国   | 1962年9月25日 - 1963年7月22日  | NYSAC、WBA      |
| ソニー・リストン                   | アメリカ合衆国   | 1963年7月22日 - 1964年2月25日  | NYSAC、WBA、WBC |
| カシアス・クレイ（モハメド・アリ） | アメリカ合衆国   | 1964年2月25日 - 1964年6月19日  | NYSAC、WBA、WBC |
| カシアス・クレイ（モハメド・アリ） | アメリカ合衆国   | 1964年6月19日 - 1967年2月6日   | NYSAC、WBC      |
| アーニー・テレル                   | アメリカ合衆国   | 1965年3月5日 - 1967年2月6日    | WBA             |
| モハメド・アリ                     | アメリカ合衆国   | 1967年2月6日 - 1967年4月29日   | NYSAC、WBA、WBC |
| ジョー・フレージャー               | アメリカ合衆国   | 1968年3月4日 - 1970年2月16日   | NYSAC           |
| ジミー・エリス                     | アメリカ合衆国   | 1968年4月27日 - 1970年2月16日  | WBA             |
| ジョー・フレージャー               | アメリカ合衆国   | 1970年2月16日 - 1973年1月22日  | WBA、WBC        |
| ジョージ・フォアマン               | アメリカ合衆国   | 1973年1月22日 - 1974年10月30日 | WBA、WBC        |
| モハメド・アリ                     | アメリカ合衆国   | 1974年10月30日 - 1978年2月15日 | WBA、WBC        |
| レオン・スピンクス                 | アメリカ合衆国   | 1978年2月15日 - 1978年3月18日  | WBA、WBC        |
| レオン・スピンクス                 | アメリカ合衆国   | 1978年3月18日 - 1978年9月15日  | WBA             |
| ケン・ノートン                     | アメリカ合衆国   | 1978年3月18日 - 1978年6月9日   | WBC             |
| ラリー・ホームズ                   | アメリカ合衆国   | 1978年6月9日 - 1983年12月11日  | WBC             |
| モハメド・アリ                     | アメリカ合衆国   | 1978年9月15日 - 1979年4月27日  | WBA             |
| ジョン・テート                     | アメリカ合衆国   | 1979年10月20日 - 1980年3月31日 | WBA             |
| マイク・ウィーバー                 | アメリカ合衆国   | 1980年3月31日 - 1982年12月10日 | WBA             |
| マイケル・ドークス                 | アメリカ合衆国   | 1982年12月10日 - 1983年9月23日 | WBA             |
| ゲリー・コーツィー                 | 南アフリカ共和国 | 1983年9月23日 - 1984年12月1日  | WBA             |
| ラリー・ホームズ                   | アメリカ合衆国   | 1983年12月11日 - 1985年9月21日 | IBF             |
| ティム・ウィザスプーン             | アメリカ合衆国   | 1984年3月9日 - 1984年8月31日   | WBC             |
| ピンクロン・トーマス               | アメリカ合衆国   | 1984年8月31日 - 1986年3月22日  | WBC             |
| グレグ・ペイジ                     | アメリカ合衆国   | 1984年12月1日 - 1985年4月29日  | WBA             |
| トニー・タッブス                   | アメリカ合衆国   | 1985年4月29日 - 1986年1月17日  | WBA             |
| マイケル・スピンクス               | アメリカ合衆国   | 1985年9月21日 - 1987年2月19日  | IBF             |
| ティム・ウィザスプーン             | アメリカ合衆国   | 1986年1月17日 - 1986年12月12日 | WBA             |
| トレバー・バービック               | カナダ           | 1986年3月22日 - 1986年11月22日 | WBC             |
| マイク・タイソン                   | アメリカ合衆国   | 1986年11月22日 - 1987年3月7日  | WBC             |
| ジェームス・スミス                 | アメリカ合衆国   | 1986年12月12日 - 1987年3月7日  | WBA             |
| マイク・タイソン                   | アメリカ合衆国   | 1987年3月7日 - 1987年8月1日    | WBA、WBC        |
| トニー・タッカー                   | アメリカ合衆国   | 1987年5月30日 - 1987年8月1日   | IBF             |
| マイク・タイソン                   | アメリカ合衆国   | 1987年8月1日 - 1990年2月11日   | WBA、WBC、IBF   |